# Northrop YA-13
Northrop YA-13 – amerykański samolot szturmowy zaprojektowany w 1933 w zakładach Northrop Corporation jako prywatna inicjatywa tej firmy, była to wersja rozwojowa bardzo udanego samolotu cywilnego Northrop Gamma. Zbudowany w 1933 samolot Gamma 2C został przekazany United States Army Air Corps (USAAC), gdzie, po pewnych zmianach, otrzymał oznaczenie YA-13, a po następnych zmianach znany był jako XA-16. Zbudowano tylko jeden egzemplarz samolotu w tej wersji i 50 w podobnej wersji eksportowej, na jego podstawie powstał udany Gamma 2F, który służył w USAAC jako Northrop A-17/33.

## Tło historyczne
Jack Northrop rozpoczął karierę jako projektant samolotów w 1916 pracując dla braci Loughhead (późniejsza Lockheed Corporation), następnie w latach 1923-26 pracując w Douglas Corporation i w 1926-27 ponownie w zakładach Lockheed. W 1927 Northrop założył własną firmę Aviation Corporation, która z powodu braku kapitału pracującego została przejęta w 1929 przez United Aircraft & Transport Corporation i do 1931 znajdująca się pod kontrolą UA&T firma działała pod nazwą Northrop Aircraft Corporation. W 1931 UA&T chciała skonsolidować prace należących do niej przedsiębiorstw filialnych Northrop i Stearman Aircraft łącząc je i przenosząc je do Kansas. John Northrop wolał jednak pozostać w Kalifornii i wykorzystując klauzulę w umowie z UA&T rozwiązał współpracę i z pomocą poprzedniego pracodawcy Donalda Douglasa w styczniu 1932 założył Northrop Corporation.
Pierwszymi samolotami zaprojektowanymi w nowo powstałych zakładach były całkowicie metalowe samoloty cywilne (transportowe i pocztowe) o bardzo czystych, aerodynamicznych kształtach; Gamma i Delta.

## Historia
Pierwszym samolotem zaprojektowanym przez Jacka Northropa w nowej firmie był jednosilnikowy dolnopłat o konstrukcji całkowicie metalowej znany jako Northrop Gamma.  Pierwszy egzemplarz samolotu, Gamma 2A, został zbudowany dla bardzo znanego wówczas pilota Franka Hawsa.  Drugi egzemplarz, Gamma 2B, powstał na zamówienie Lincolna Ellswortha na potrzeby jego ekspedycji arktycznej. Trzeci egzemplarz, znacznie różniący się od poprzedników, Gamma 2C, znany także jako Gamma Attack (numer seryjny 5, rejestracja cywilna X12291), powstał jako prywatna inicjatywa firmy w maju 1933 i został przekazany USAAC jako dwumiejscowy lekki bombowiec/samolot szturmowy.
Samolot różnił się od jego poprzedników inną konstrukcją kadłuba, przeniesiono także kabinę pilota, która oryginalnie znajdowała się za krawędzią spływu skrzydła tuż za krawędzią natarcia skrzydła i została ona powiększona, aby mieścić pilota i obserwatora/strzelca. W tej wersji samolot był napędzany dziewięciocylindrowym silnikiem gwiazdowym typu Wright SGR-1820.
W lipcu 1933 samolot został przekazany armii amerykańskiej i przeszedł szereg testów w bazie Wright Field. W tym czasie, czekając na decyzję USAAC, Northrop sprzedał 49 bardzo zbliżonych samolotów Gamma 2E Siłom Powietrznym Republiki Chińskiej, przynajmniej jeden samolot tej wersji został zakupiony przez Wielką Brytanię.
Na początku 1934 X12291 został zwrócony do zakładów Northropa z listą wymaganych przez armię modyfikacji, do najważniejszych z nich należały: zmiana kształtu usterzenia, statecznik pionowy został zmieniony z trapezoidalnego na bardziej trójkątny, a statecznik poziomy został bardziej zaokrąglony.
Zmodyfikowany X12291 został ponownie przekazany armii w czerwcu 1934 i 28 czerwca został zakupiony pod oznaczeniem YA-13 (numer seryjny USAAC 34-27).  W czasie dalszych testów YA-13, w październiku 1934, Northrop dostarczył armii następną wersję tego samolotu, Gamma 2F, która w późniejszym czasie weszła do służby jako A-17.

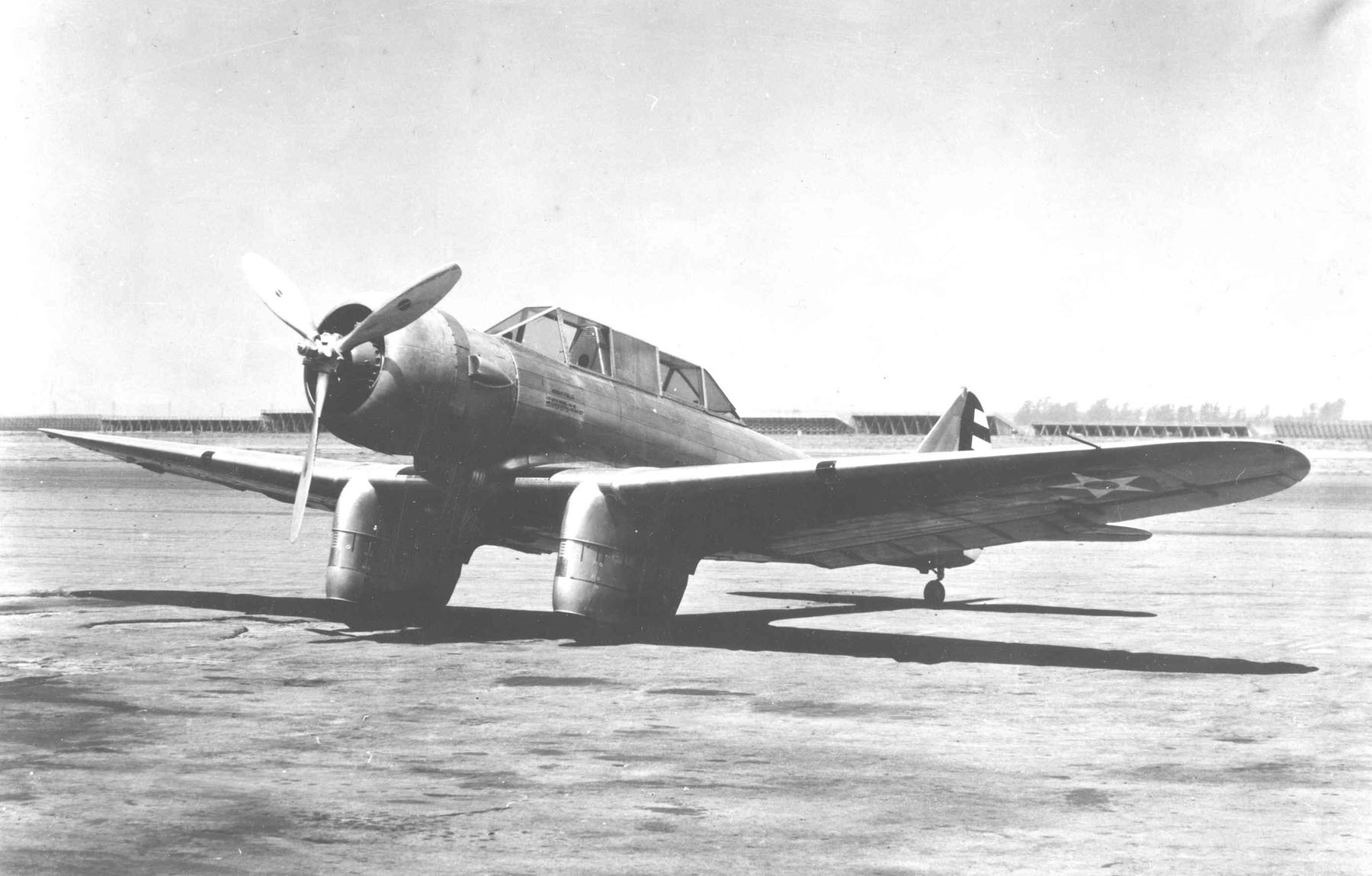
Samolot w zmodyfikowanej wersji XA-16

W późniejszym czasie, już w trakcie produkcji A-17, postanowiono poprawić osiągi YA-13 i widoczność z kabiny pilota instalując w nim silnik czternastocylindrowy silnik gwiazdowy Pratt & Whitney R-1830-7 o mniejszej średnicy i mocy 950 KM. W tej wersji śmigło samolotu zostało zmienione z dwupłatowego na trójpłatowe.
Zmodyfikowany samolot został przekazany armii na początku 1935 i otrzymał oznaczenie XA-16. Testy przeprowadzone w marcu 1935 wykazały zbytnią moc silnika i że samoloty produkcyjne powinny mieć silnik o mniejszej mocy lub powiększone powierzchnie sterowe. W tym czasie powstał już prototyp Gamma 2F (późniejszy A-17) i postanowiono nie kontynuować dalszych prac nad XA-16, niemniej w późniejszym czasie silnik został raz jeszcze zmieniony, tym razem na 950-konny R-1830-9.
W tej ostatniej wersji samolot był przez pewien czas używany w szkole mechaników lotniczych na lotnisku Roosevelt Field położonym na Long Island.

## Opis konstrukcji
Northrop YA-13/XA-16 (Gamma 2C) był dwumiejscowym, jednosilnikowym dolnopłatem o konstrukcji całkowicie metalowej. Samolot napędzany był silnikiem gwiazdowym. W wersji YA-13 jego napęd stanowił dziewięciocylindrowy Wright R-1820, a w wersji XA-17 był to Pratt & Whitney R-1830 w wersjach -7 i -9 o mocy 950 KM.  W wersji YA-13 samolot miał śmigło dwupłatowe, a w wersji XA-15 – trójpłatowe.
Samolot miał podwozie stałe o układzie klasycznym z kółkiem ogonowym. Koła podwozia głównego były osłonięte bardzo dużymi, aerodynamicznymi owiewkami.
Załogę stanowiły dwie osoby – pilot i obserwator/strzelec siedzący w układzie tandem (jeden za drugim) w całkowicie osłoniętym kokpicie.
Uzbrojenie samolotu stanowiły cztery nieruchome karabiny maszynowe kalibru 7,62 mm (po dwa w każdym skrzydle) i jeden ruchomy karabin maszynowy kalibru 7,62 obsługiwany przez strzelca pokładowego. Samolot mógł przenosić do 600 lub 1100 funtów bomb (272 – 500 kg) na zewnętrznych zaczepach pod skrzydłami samolotu.
Prędkość maksymalna samolotu wynosiła do 333 km/h, a prędkość przelotowa do 319 km/h.